# Кінг Павер
Стадіон «Кінг Павер» (англ. King Power Stadium) — футбольний стадіон у Лестері, Англія. Збудований 2002 року, має 32 262 сидячих місць. Домашня арена для клубу «Лестер Сіті».

## Назва
Протягом 2007—2011 років у зв'язку з контрактом з титульним спонсором «Walkers», стадіон носив назву «Вокерз Стедіум».

## Міжнародні матчі
| 3 червня 2003 20:00 BST Товариський |

| Англія                    | 2–1 | Сербія та Чорногорія |
| ------------------------- | --- | -------------------- |
| Джеррард 35' Дж. Коул 82' |     | Єстрович 45'         |

| Вокерс Стедіум Глядачів: 30 900 Арбітр: Пол Аллертс |

| 12 жовтня 2003 15:00 BST Товариський |

| Ямайка | 0–1 | Бразилія           |
| ------ | --- | ------------------ |
|        |     | Роберто Карлос 15' |

| Вокерс Стедіум Глядачів: 32 000 Арбітр: Роб Стайлз |

| 29 травня 2006 Товариський |

| Ямайка    | 1–4 | Гана                                          |
| --------- | --- | --------------------------------------------- |
| Еуелл 58' |     | Мунтарі 5' Стюарт 19' (аг) Аппіа 66' Амоа 68' |

| Вокерс Стедіум |

## Регбі
Протягом 2005—2009 на стадіоні шість ігор провело місцева регбійна команда «Лестер Тайгерз», допоки їхній власний стадіон не було розширено.